# M/B Premuda
M/B Premuda je putnički brod za lokalne linije u sastavu flote hrvatskog brodara Jadrolinije. Izgrađen je 1957.
Kapaciteta je 450 putnika, a ljetna nosivost 20 tona. Plovi na šibenskom području.

## Vanjske poveznice
- Jadrolinija